# Tate Stevens
Stephen "Tater" Eatinger (1 de marzo de 1975), conocido por su nombre artístico Tate Stevens es un artista estadounidense de música country de Belton, Misuri, que ganó la segunda temporada de The X Factor en 2012, obteniendo un contrato de grabación de US$5 millones con Syco Music y Epic Records.
Después de una gira con una banda desde hace varios años inmediatamente después de la secundaria, Stevens regresó a Misuri para establecerse y criar a su joven familia, trabajando para la ciudad de Belton reparando caminos. Se unió a una banda local en 2005 y formó su propia banda en 2008, lanzando un álbum independiente y viajando los fines de semana y días festivos. A principios de 2012, hizo una audición para The X Factor, avanzando a través de las diversas etapas de la competencia, hasta ganar el 20 de diciembre de 2012.

## Primeros años
Stevens se mudó de Texas a Belton, Misuri como un niño y creció allí, donde se graduó de Belton High School en 1994. Su padre Steve había tocado la batería con un grupo de música country de Texas.

## Carrera musical

### 1994–2000: Inicios de carrera y Dixie Cadillacs
Stevens adoptó su nombre artístico cuando era un joven cantante en la década de 1990. Lanzó un sencillo en 1994, titulada «It Sure Looks Good On You». Inmediatamente después de graduarse de la secundaria, comenzó a recorrer como cantante principal de una banda de country de cinco llamada los Dixie Cadillacs. La banda lanzó un álbum en junio de 1996 bajo Calf Creek Records bajo su nombre de banda.. Después de recorrer durante varios años, Stevens regresó a Misuri para establecerse y criar a su joven familia, trabajando para la ciudad de Belton, Misuri teniendo un trabajo de construcción y más tarde un trabajo en el departamento de agua de la ciudad y más tarde su calle departamento de reparación de carreteras.

### 2005–2008: Outlaw Junkies y Tate Stevens Band
Alrededor de 2005, se convirtió en el cantante principal de la banda Outlaw Junkies con Steve Koken y Robert Harmon. Dejó la banda en 2008 para formar Tate Stevens Band, un grupo de seis hombres que ha viajado extensamente en el Medio Oeste los fines de semana y vacaciones. También escribió canciones y lanzaron un álbum independiente en 2008.

### 2012–presente: Victoria enThe X Factory álbum debut
En 2012, hizo una audición en Kansas City, Misuri para la temporada 2 de The X Factor cantando «Anything Goes» de Randy Houser delante de los jueces L.A. Reid, Demi Lovato, Britney Spears y el juez temporal Louis Walsh, que estaba sentado por Simon Cowell. Fue seleccionado para ir a los talleres donde tuvo que cantar por supervivencia «Nobody Knows» contra Willie Jones. Fue seleccionado para formar parte de la etapa de las casas de los jueces compitiendo en el top 24 en la categoría "Mayores de 25" y fue apadrinado por L.A. Reid. Cantó «Back At One» en la casa de Reid en frente de él y los jueces invitados Justin Bieber y Scooter Braun. Reid finalmente eligió a Stevens como parte de sus cuatro primeros.
En el primer show en vivo cantó «Tough», una canción de Craig Morgan y fue salvado por su mentor LA Reid. En el show en vivo de la semana 2, interpretó «Wanted Dead or Alive» una canción de Bon Jovi y fue declarado el primero de la votación popular en la competición. En el show en vivo de la semana 3 interpretó «From This Moment» de Shania Twain colocándolo de nuevo como el primero en los votos por segunda semana consecutiva. En el show en vivo de la semana 4 interpretó «I'm Already There» finalizando segundo en la votación popular detrás de Carly Rose Sonenclar; se quedaría en el segundo lugar durante el show en vivo de la quinta semana también. Durante el show en vivo de la semana 6 de Stevens hizo un "unplugged" con «Livin' on a Prayer» de Bon Jovi (por su canción acústica) y «If Tomorrow Never Comes» de Garth Brooks (elegido por los fanes como su canción Pepsi Challenge). Su actuación lo llevó de nuevo al puesto número uno. En la semana final del programa, Stevens interpretó «Tomorrow» de Chris Young, que es el sencillo oficial que fue coronado como el ganador. Stevens está programado para mudarse a Nashville, Tennessee a principios de 2013 para comenzar a trabajar en su álbum debut, con el trabajo en el álbum informó que comenzará tan pronto como el 2 de enero de 2013. Stevens ha declarado que le gustaría hacer una predominantemente grabación "divertida", y espera coescribir algunas de las canciones. Dijo que le gustaría trabajar con Luke Laird y Kim Tribble.

#### Actuaciones enThe X Factor
Stevens interpretó las siguientes canciones en The X Factor:
| Show                | Tema                             | Canción                               | Artista original | Orden                            | Resultado             |
| ------------------- | -------------------------------- | ------------------------------------- | ---------------- | -------------------------------- | --------------------- |
| Audición            | Elección libre                   | "Anything Goes"                       | Randy Houser     | —                                | Avanza a talleres     |
| Talleres 1          | Interpretación solista           | No salió al aire                      | No salió al aire | Avanza a talleres 2              |                       |
| Talleres 2          | Interpretación a dúo             | Duet "Nobody Knows" with Willie Jones | Tony Rich        | Avanza a las casas de los jueces |                       |
| Casas de los jueces | Elección libre                   | "Back at One"                         | Brian McKnight   | Avanza a los shows en vivo       |                       |
| Semana 1            | Hecho en América                 | "Tough"                               | Craig Morgan     | 10                               | Salvado por L.A. Reid |
| Semana 2            | Canciones de películas           | "Wanted Dead or Alive"                | Bon Jovi         | 7                                | Salvado (1.º)         |
| Semana 3            | Divas                            | "From This Moment On"                 | Shania Twain     | 2                                | Salvado (1.º)         |
| Semana 4            | Dar Gracias                      | "I'm Already There"                   | Lonestar         | 1                                | Salvado (2.º)         |
| Semana 5            | Números uno                      | "Somebody Like You"                   | Keith Urban      | 6                                | Salvado (2.º)         |
| Semana 6            | Canciones unplugged              | "Livin' on a Prayer"                  | Bon Jovi         | 6                                | Salvado (1.º)         |
| Semana 6            | Canciones de Pepsi Challenge     | "If Tomorrow Never Comes"             | Garth Brooks     | 12                               | Salvado (1.º)         |
| Semifinal           | Elección del concursante         | "Bonfire"                             | Craig Morgan     | 1                                | Salvado               |
| Semifinal           | Canciones para llegar a la final | "Fall"                                | Clay Walker      | 5                                | Salvado               |
| Final               | Mejor interpretación             | "Anything Goes"                       | Randy Houser     | 2                                | Ganador               |
| Final               | Duetos con una celebridad        | Dueto "Pontoon" con Little Big Town   | Little Big Town  | 5                                | Ganador               |
| Final               | Canción para ganar               | "Tomorrow"                            | Chris Young      | 8                                | Ganador               |
| Final               | Canciones de Navidad             | "Please Come Home for Christmas"      | Charles Brown    | 1                                | Ganador               |

## Vida personal
Stevens vive en Raymore, Misuri, cerca de Belton, ambos de los cuales son parte mayor de Kansas City, con su esposa Ashlie, a quien conoció en la secundaria y se casaron en 1997, y su hijo Hayden y su hija Rylie. Se trasladará a Nashville, Tennessee una vez que su hijo Hayden se gradúe de Raymore-Peculiar High School. Es estudiante de segundo año en la actualidad. Hasta entonces, Stevens viajará de ida y vuelta a Nashville para trabajar en su álbum debut. Tate tiene un tatuaje en su brazo izquierdo Celtic-buscando cruz con alas de ángel detrás de él. "Proteger a la Familia", declara, junto con los nombres y fechas de nacimiento de Hayden y su hija Rylie, 11. El tatuaje simboliza "la fe y la confianza en el hombre de arriba".